# Age of Reason
Age of Reason è il tredicesimo album di John Farnham, pubblicato nel 1988 per l'etichetta Sony BMG.

## Tracce
1. Age of Reason – 5:08 (T. Hunter, J. Pigott)
2. Blow by Blow – 4:37 (D. Stewart, O. Ormo, B. Harrison)
3. Listen to the Wind (B. Thomas, J. Stevens)
4. Two Strong Hearts – 3:35 (B. Woolley, A. Hill)
5. Burn Down the Night – 3:32 (B. LaBounty)
6. Beyond the Call – 4:43 (D. Batteau, D. Brown, K. Dukes)
7. We're No Angels – 4:52 (R. Wilson)
8. Don't Tell Me It Can't Be Done – 3:35 (C. Thompson, A. Qunta)
9. The Fire – 4:26 (C. Thompson, K. Reid, Leiber)
10. Some Do, Some Don't – 4:19 (S. Hague, M. Mueller)

## Formazione
- John Farnham - voce
- Brett Garsed - chitarra
- David Hirschfelder - tastiera
- Angus Burchall - batteria
- Wayne Nelson - basso